# Берлин, Израил Захарович
Израил (Израиль) Захарович Берлин (1868 — после 1920) — российский историк, сотрудник «Еврейской энциклопедии», автор многочисленных её энциклопедических статей.

## Биография
После 1917 года активно участвовал в деятельности большевистских органов власти в Петрограде, созданных специально для работы среди евреев.
В 1919 году издал монографию-исследование о судьбе евреев в России «Исторические судьбы еврейского народа на территории Русского государства».

## Избранные труды
- Берлин И. З. Авраам Яковлевич Гаркави — к пятидесятилетнему юбилею его научно-литературной деятельности // Еврейская старина. — 1910. — Окт.-дек. — С. 592—598.
- Берлин И. З. Сказание об Иване Грозном и о разгроме еврейской общины в Полоцке // Еврейская старина. — 1915. — Вып. 2.
- Берлин И. З. Евреи в Южной Руси до образования Русского государства // История евреев в России. Т. II/I. — М., 1921. — С. 1-84.
- Берлин И. З. Евреи в Южной Руси в эпоху Киевского и Галицко-Волынского государства // История евреев в России. Т. II/I. — М., 1921. — С. 113—154.